# Idenors socken
Idenors socken i Hälsingland ingår sedan 1971 i Hudiksvalls kommun och motsvarar från 2016 Idenors distrikt.
Socknens areal är 50,01 kvadratkilometer land. År 2000 fanns här 1 499 invånare. En del av tätorten Hudiksvall och kyrkbyn Idenor med sockenkyrkan Idenors kyrka ligger i socknen. 

## Administrativ historik
Idenors socken har medeltida ursprung. 

Sockenvapen

Vid kommunreformen 1862 övergick socknens ansvar för de kyrkliga frågorna till Idenors församling och för de borgerliga frågorna bildades Idenors landskommun. Landskommunen inkorporerades 1952 i Hudiksvalls stad som 1971 ombildades till Hudiksvalls kommun. Församlingen uppgick 2002 i Hudiksvall-Idenors församling som 2014 uppgick i Hudiksvallsbygdens församling.
1 januari 2016 inrättades distriktet Idenor, med samma omfattning som församlingen hade 1999/2000.  
Socknen har tillhört fögderier, tingslag och domsagor enligt vad som beskrivs i artikeln Hälsingland. De indelta båtsmännen tillhörde Första Norrlands förstadels båtsmanskompani.

## Geografi
Idenors socken ligger närmast söder och sydväst om Hudiksvall på en halvö vid Hudiksvallsfjärden och kring Delångersån. Socknen består av två mindre dalgångar i en småkuperad, sjörik kusttrakt med skog.
Socknen genomkorsas i väster av europaväg 4 (sträckan Iggesund-Hudiksvall) samt av Ostkustbanan.
I öster sträcker sig socknen ut mot Bottenhavet och har där en liten skärgård med Idenorsolmen som största ö. Socknen delar Tunaolmen med Hälsingtuna socken. Även kapellet, Olmens kapell, samt fiskeläget Olmen delas på mitten av de båda socknarna.
Delångersån genomflyter socknen i väst-östlig riktning från Delåkvarn via Hamre till mynningen i Saltvikssundet mellan byarna Enoksnäs och Saltvik. Uppströms Hamre utvidgas ån i Vikarsjön (16,4 m ö.h.).
Längst i väster ligger Vibod-Långsjön. Europaväg 4 går på sjöns östra sida mellan sjön och Sundboberget öster om sjön. Vid vägen finns här en naturskönt belägen rastplats. Även Stora Skärsjön längst i sydväst ligger i socknen.
Vintergatsfjärden löper in mot Vintergatans fritidsområde i söder.
Idenors sockenområde avgränsas i norr och nordost av Hälsingtuna socken. I söder gränsar socknen till Njutånger socken och på en kort sträcka helt i sydväst till Forsa socken. I nordväst gränsar sockenområdet till Hudiksvalls församling.

## Historik
Från bronsåldern finns omkring 25 gravar av kuströsetyp. Dessa ligger längs den strandlinje som fanns här under bronsåldern och järnåldern. Från järnåldern finns i bondebygden gravhögar. På de yttre öarna, bland annat, på Idenorsolmen finns sex platser, vilka har gamla fiskelägen som numera är uppgrundade. Bland dessa är Sankt Olofs hamn på Drakön från medeltiden. En skanslämning finns vid Delångersåns utlopp.
År 1929  hade socknen  615 hektar åker och 3642 hektar skogs- och hagmark.

## Namnet
Namnet (1531 Ydenora) innehåller i förleden karpfisknamnet id och i efterleden nor, smalt vattendrag som förbinder två vattenpartier'.

## Befolkningsutveckling
| Befolkningsutvecklingen i Idenors socken 1750–1990                                                       | Befolkningsutvecklingen i Idenors socken 1750–1990 | Befolkningsutvecklingen i Idenors socken 1750–1990 | Befolkningsutvecklingen i Idenors socken 1750–1990 | Befolkningsutvecklingen i Idenors socken 1750–1990 |
| --- | -------------------------------------------------- | -------------------------------------------------- | -------------------------------------------------- | -------------------------------------------------- |
| |                                                    |                                                    |                                                    |                                                    |
| År |                                                    |                                                    | Folkmängd                                          |                                                    |
| 1750 | 1750                                               |                                                    | 375                                                |                                                    |
| 1760 | 1760                                               |                                                    | 359                                                |                                                    |
| 1769 | 1769                                               |                                                    | 404                                                |                                                    |
| 1780 | 1780                                               |                                                    | 418                                                |                                                    |
| 1790 | 1790                                               |                                                    | 471                                                |                                                    |
| 1800 | 1800                                               |                                                    | 473                                                |                                                    |
| 1810 | 1810                                               |                                                    | 478                                                |                                                    |
| 1820 | 1820                                               |                                                    | 517                                                |                                                    |
| 1830 | 1830                                               |                                                    | 544                                                |                                                    |
| 1840 | 1840                                               |                                                    | 564                                                |                                                    |
| 1850 | 1850                                               |                                                    | 591                                                |                                                    |
| 1860 | 1860                                               |                                                    | 576                                                |                                                    |
| 1870 | 1870                                               |                                                    | 546                                                |                                                    |
| 1880 | 1880                                               |                                                    | 1 101                                              |                                                    |
| 1890 | 1890                                               |                                                    | 1 229                                              |                                                    |
| 1900 | 1900                                               |                                                    | 1 259                                              |                                                    |
| 1910 | 1910                                               |                                                    | 1 539                                              |                                                    |
| 1920 | 1920                                               |                                                    | 1 334                                              |                                                    |
| 1930 | 1930                                               |                                                    | 1 371                                              |                                                    |
| 1940 | 1940                                               |                                                    | 1 064                                              |                                                    |
| 1950 | 1950                                               |                                                    | 992                                                |                                                    |
| 1960 | 1960                                               |                                                    | 780                                                |                                                    |
| 1970 | 1970                                               |                                                    | 619                                                |                                                    |
| 1980 | 1980                                               |                                                    | 703                                                |                                                    |
| 1990 | 1990                                               |                                                    | 1 304                                              |                                                    |
| Anm: Källor: Umeå universitet - Tabellverket 1749-1859, Demografiska databasen, CEDAR, Umeå universitet. |                                                    |                                                    |                                                    |                                                    |